# Altitude 3 200
Pour les articles homonymes, voir Altitude (homonymie).
Pour plus de détails, voir Fiche technique et Distribution.
Altitude 3 200 est un film français de Jean Benoît-Lévy et Marie Epstein sorti en 1938 d'après la pièce éponyme de Julien Luchaire.

## Synopsis
Des jeunes gens sous l'égide d'un professeur vont vivre à la montagne dans une cabane abandonnée qui devient une république.

## Fiche technique
- Titre anglais : Youth in Revolt
- Réalisateurs : Jean Benoît-Lévy, Marie Epstein
- Scénario et dialogues : Julien Luchaire d'après sa pièce éponyme (comédie en trois actes créée en 1937)
- Décors : Jacques Krauss
- Musique : Maurice Jaubert
- Photographie : Louis Née et Armand Thirard
- Montage : Maurice Serein
- Son : Roger Rampillon
- Société de production :  Transcontinental Films S.A.
- Producteur : Paul Graetz
- Format : Noir et blanc - 1,37:1 - 35 mm - son mono
- Année : 1938
- Pays de production :  France
- Genre : Comédie dramatique
- Durée : 91 minutes
- Dates de sortie :
  - France : 21 juillet 1938
  - États-Unis : 15 mai 1939
- Affiches : Fernand François, Roger Rojac (France)

## Distribution
- Bernard Blier : Benoît
- Blanchette Brunoy : Magali
- Jean-Louis Barrault : Armand
- Fabien Loris : Victor
- Maurice Baquet : Arthur
- Dolly Mollinger : Maria
- Fernand Ledoux : le médecin
- Odette Joyeux : Zizi
- Jacqueline Porel : Marthe
- Jacqueline Pacaud : Marie-Paule
- Dina Vierny : Georgette
- Charles Dorat : Irénée
- Claude Sainval : Georges
- Tony Jacquot : Vincent